# Britische Klasse 777
In die britische Klasse 777 werden 53 vierteilige Elektrotriebzüge von Stadler Rail eingeordnet. Die hochflurigen Gliederzüge mit Jakobs-Drehgestellen werden seit Januar 2023 von Merseyrail im S-Bahn-Verkehr um Liverpool eingesetzt.

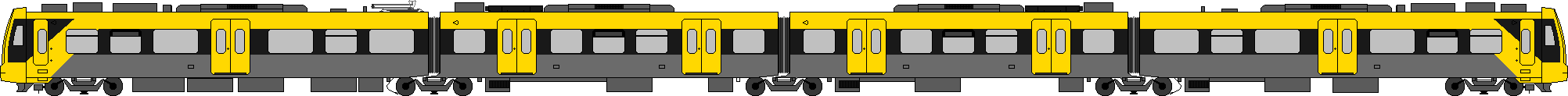
Konzeptbild

## Geschichte
Im Februar 2017 erhielt Stadler den Auftrag, das bisherige Rollmaterial der Class 507 und 508 mit 52 neuen vierteiligen Triebzügen zu ersetzen. Zusammen mit der Wartung der Triebzüge für 35 Jahre beinhaltet der Auftrag ein Volumen von 700 Millionen Pfund. Es wurde Optionen über die Auslieferung von 60 weiteren Triebzügen sowie eine Ausrüstung für den Betrieb unter Wechselspannung (25 kV) oder mit ETCS Level 2 vereinbart.
Um den Batteriebetrieb im regulären Fahrgasteinsatz zu testen, wurde ein zusätzlicher Triebzug ausgeliefert. Für eine Verlängerung um eine Station auf dem Kirkby-Ast sind sechs weitere Triebzüge mit größerer Batterie nötig. Diese sieben Züge bilden die Unterklasse 777/1.
Nachdem ursprünglich vorgesehen war, die Baureihe ab Ende 2022 in Betrieb zu nehmen, fand der erste planmäßige Einsatz am 23. Januar 2023 statt.
Am 5. Oktober 2023 wurde die Verlängerung der Northern Line von Kirkby nach Headbolt Lane in Betrieb genommen. Sie ist nicht elektrifiziert, weshalb die Class 777 die Strecke im Batteriebetrieb zurücklegen.

## Ausstattung
Die Triebzüge sind erstmals für Merseyrail durchgängig auf einer Fußbodenhöhe von 960 Millimetern begehbar. Auf einer Länge von etwa 65 Metern bieten sie 182 Sitzplätze und 302 Stehplätze. In beiden Endwagen befindet sich neben den Türen statt vier Sitzplätzen ein Rollstuhlplatz beziehungsweise vier Klappsitze. Die Schwenkschiebetüren sind mit Schiebetritten und einer Türbeleuchtung ausgestattet, die mit rotem Licht anzeigt, dass sich die Türen schließen. Die Class 777 bietet deutlich mehr Stehplätze als die älteren Triebzüge, da sie fünf Meter länger ist und ihr Mittelgang breiter ist.

## Technik
Die Wagenkästen der Triebzüge bestehen aus Aluminium-Strangpressprofilen. Ihre IGBT-Stromrichter sind luftgekühlt. Die elektrischen Fahrmotoren können mit einer Stromschiene bei 750 V Gleichspannung, über Oberleitung (25 kV/50 Hz Wechselspannung) oder mit Akkumulatoren versorgt werden.